# Miranda (Miranda)
Miranda é uma cidade venezuelana, capital do município de Miranda, que fica no estado de Carabobo.